# 角本良平
角本 良平（かくもと りょうへい、1920年3月2日 - 2016年2月7日）は、交通評論家。日本国有鉄道OB。経済学博士。

## 経歴・人物
石川県金沢市出身。旧制第四高等学校、東京帝国大学法学部卒業。1941年鉄道省入省。東京、四国、門司などの鉄道管理局に勤務し、運輸省の官僚として1958年東海道新幹線の建設計画に参加。都市交通課長、国鉄新幹線総局営業部長、1966年国鉄監査委員、1970年運輸経済研究センター理事、のち理事長などを歴任。早稲田大学客員教授等も務めた。
国鉄分割民営化の際には、電力会社を参考に地域分割が必要であると主張した。
2016年2月7日、間質性肺炎のため死去。95歳没。

## 著作
- 『都市交通・その現状と対策』交通協力会出版部 1956
- 『都市交通の基本政策 その将来の方向と米国の経験』交通協力会出版部 1961
- 『都市交通』有斐閣 1963
- 『東海道新幹線』（中公新書、1964年） 『新幹線開発物語』（中公文庫、2001年
- 『通勤革命』三一新書 1966
- 『鉄道と自動車 一億2000万人の交通計画』日経新書 1968
- 『都市交通論』都市問題講座 別冊 有斐閣 1970
- 『かごからマイカーそれから･･･』日本経済新聞社 1971
- 『70年代の東京とニューヨーク』運輸経済研究センター 1973
- 『人間・交通・都市』鹿島研究所出版会 1974
- 『高速化時代の終わり 新しい交通体系を探る』日経新書 1975
- 『都市交通政策論』（有斐閣、1975年）
- 『人間と移動 明日の交通を考える』中公新書 1975
- 『現代の交通政策―移動の論理と経済』（東洋経済新報社、1976年）
- 『都市を見る目 ヨーロッパの教訓』運輸経済研究センター 1976
- 『この国鉄をどうするか』（東洋経済新報社、1977年）
- 『今日の都市明日の都市 都市固定化の時代』玉川大学出版部 玉川選書 1978
- 『交通における合理性の展開―現代の評価』（りくえつ、1979年）
- 『世界の都市と交通 モビリティの理想と現実』りくえつ 1980
- 『マトリックス発想法からの新風土論』玉川大学出版部 玉川選書 1980
- 『乗物はなぜ高い』玉川大学出版部 1981
- 『モビリティと日本』（早稲田大学出版部、1982年。白桃書房から、1993年に改版）
- 『交通研究の知識学―類型化への発展過程』（日通総合研究所、1984年）
- 『新・交通論―実学の体系』（早稲田大学出版部、1986年）
- 『東京も膨張を止める 都市と自動車時代』早稲田大学出版部 早稲田選書 1986
- 『都市交通―21世紀に向かって』（晃洋書房、1987年）
- 『交通の風土性と歴史性―四全総から規制緩和まで』（日通総合研究所、1988年）
- 『交通の未来展望―21世紀は始まっている』（日通総合研究所、1989年）
- 『鉄道政策の検証 1869～1987―JRの未来を探る』（白桃書房、1989年）
- 『21世紀の交通』編 日通総合研究所 日通総研選書 1990
- 『現代交通論』（白桃書房、1991年）
- 『国鉄改革をめぐるマスメディアの動向」』（交通新聞社、1992年）
- 『モビリティと異文化接近―20世紀日本の経験』（白桃書房、1993年）
- 『交通の政治システム―需給コントロールの責任と能力』（日通総合研究所、1993年）
- 『鉄道と自動車 21世紀への提言』（交通新聞社、1994年）
- 『新幹線軌跡と展望 政策・経済性から検証』交通新聞社 交通選書 1995
- 『国鉄改革―JR10年目からの検証』（交通新聞社、1996年）
- 『交通の改革政治の改革 閉塞を打破しよう』流通経済大学出版会 1997
- 『交通学 130年の系譜と展望―21世紀に学ぶ人のために』（流通経済大学出版会、1998年）
- 『常識の交通学―政策と学問の日本型思考を打破』（流通経済大学出版会、1999年）
- 『新幹線軌跡と展望―政策・経済性から検証』（交通新聞社、1999年）
- 『鉄道経営の21世紀戦略』（交通新聞社、2000年）
- 『JRは2020年に存在するか』（流通経済大学出版会、2001年）
- 『鉄道政策の危機―日本型政治の打破』（成山堂書店、2001年）
- 『道路公団民営化―2006年実現のために』（流通経済大学出版会、2003年）
- 『自滅への道―道路公団民営化〈2〉』（流通経済大学出版会、2004年）
- 『三つの民営化―道路公団改革、郵政改革とJR』（流通経済大学出版会、2005年）
- 『世界の鉄道経営「今後の選択」―わが体験的(21世紀)鉄道論』（流通経済大学出版会、2007年）
- 『角本良平オーラル・ヒストリー』二階堂行宣,鈴木勇一郎,老川慶喜編 交通協力会 2015